# Си (звание)
Си (ирл. Saoi, ирландское произношение: [sˠiː]) — почётное звание, которое присваивается Союзом ирландских деятелей искусства и культуры при поддержке государственного Совета по делам искусств Ирландии. Звание присуждается пожизненно деятелям искусства и литературы внёсшим особый вклад в развитие ирландской культуры.

## Этимология
Ирландское слово «saoi» (мн. число «saoithe») буквально означает «мудрец», «учёный», «мастер», а также «выдающийся человек». Исторически это слово также обозначало титул главы монашеской поэтической школы ирландских бардов.

## Номинация и награждение
Звание присуждается пожизненно ограниченному числу лиц и с 1984 по 2007 год им одновременно им могли обладать не более пяти человек. В 2007-2008 годах лимит обладателей звания был повышен до семи.
Когда появляется свободная вакансия после смерти какого-либо обладателя звания си, пятнадцать членов Союзом ирландских деятелей искусства и культуры должны выдвинуть кандидата, заслуживающего получить звание си, при этом специальный комитет из десяти членов Союза Союзом контролирует процесс номинации и проверяет номинантов, чтобы подтвердить соблюдение установленных правил. Затем проводится тайное голосование в котором участвуют все члены Союза. Для одобрения кандидатуры номинант должен получить как минимум 50% + 1 голос от общего числа членов Союза. Заполненные бюллетени для голосования должны быть доступны для проверки председателем Совета по делам искусств и министром культуры и национального наследия. Бюллетени хранятся в течение одного года со дня выборов и не могут быть  уничтожены без разрешения Совета по делам искусств и министром культуры и национального наследия.
Одновременно может быть рассмотрена только одна кандидатура на одно вакантное место. Поэтому, если получено несколько предложений к номинации, они проходят процесс рассмотрения и голосования выборов по одному. При этом самая ранняя полученная номинация будет передана для рассмотрения и голосования, а вторая и все последующие ожидают объявления результатов выборов и появления новой вакансии.
На церемонии награждения Президент Ирландии преподносит получателю звания си золотой торк в виде спирали из скрученной золотой ленты.

## Список обладателей звания
| Имя             | Область¹                   | Номинирован      | Получил          | Умер | Источники           |
| --------------- | -------------------------- | ---------------- | ---------------- | ---- | ------------------- |
| Сэмюэл Беккет   | Литература                 | октябрь 1984     | 1985             | 1989 | [ 7 ] [ 8 ]         |
| Шон О’Фаолейн   | Литература                 | 1986             | 1986             | 1991 | [ 9 ]               |
| Патрик Коллинз  | Литература                 | 1987             | 1987             | 1994 | [ 10 ] [ 11 ]       |
| Мэри Лавин      | Литература                 | 1992             | 1993             | 1996 | [ 12 ] [ 13 ]       |
| Луи ле Броки    | Изобразительное искусство  | 1992             | 1993             | 2012 | [ 12 ] [ 14 ]       |
| Тони О'Мэлли    | Изобразительное искусство  | 1993             | 1993             | 2003 | [ 12 ] [ 15 ]       |
| Бенедикт Кили   | Литература                 | март 1996        | 1996             | 2007 | [ 16 ] [ 17 ]       |
| Фрэнсис Стюарт  | Литература                 | октябрь 1996     | 1996             | 2000 | [ 16 ] [ 18 ]       |
| Шеймас Хини     | Литература                 | 1997             | 1998             | 2013 | [ 19 ] [ 20 ]       |
| Энтони Кронин   | Литература                 | март 2003        | 27 июня 2003     | 2016 | [ 21 ] [ 22 ]       |
| Брайан Фрил     | Литература                 | 2006             | 2006             | 2015 | [ 23 ]              |
| Патрик Скотт    | Изобразительное искусство  | 28 марта 2007    | 11 июля 2007     | 2014 | [ 4 ] [ 24 ] [ 25 ] |
| Камилла Сутер   | Изобразительное искусство  | 9 мая 2008       | 24 ноября 2008   | жив  | [ 3 ] [ 26 ]        |
| Сёрьш Бодли     | Музыка                     | сентябрь 2008    | 24 ноября 2008   | жив  | [ 26 ] [ 27 ]       |
| Уильям Тревор   | Литература                 | 29 сентября 2014 | 2015             | 2016 | [ 28 ] [ 29 ]       |
| Эдна О’Брайен   | Литература                 | 2015             | 15 сентября 2015 | жив  |                     |
| Имоджен Стюарт  | Изобразительное искусство  | 2015             | 15 сентября 2015 | жив  |                     |
| Джордж Моррисон | Изобразительное искусство² | 2016             | 9 марта 2017     | жив  | [ 30 ] [ 31 ]       |
| Том Мерфи       | Литература                 | 2017             | 2017             | 2018 | [ 32 ]              |
| Роджер Дойл     | Музыка                     | 2019             | 2019             | жив  | [ 33 ]              |

Примечания:

¹ Сфера хореографии и архитектуры не получила ни одного обладателя звания.

² Моррисон — режиссёр, но поскольку нет специальной категории для кино, то он получил звание в области «Изобразительное искусство».